# 4306 Дунаєвський
4306 Дунаєвський  (4306 Dunaevskij) — астероїд головного поясу, відкритий 24 вересня 1976 року.
Тіссеранів параметр щодо Юпітера — 3,191.